# Daphnella retusa
Daphnella retusa é uma espécie de gastrópode do gênero Daphnella, pertencente à família Raphitomidae.